# Nathan Kabasele
Nathan Kabasele (14 januari 1994) is een Belgische voetballer van Congolese origine die bij voorkeur als rechtsbuiten speelt. Hij stroomde in 2010 door vanuit de jeugd van RSC Anderlecht. Hij is een neef van Dieumerci Mbokani.

## Carrière

### RSC Anderlecht
Kabasele doorliep de jeugdreeksen van RSC Anderlecht. Geleidelijk aan groeide Kabasele uit tot een vaste waarde bij de beloften. In september 2010 nam hoofdcoach Ariël Jacobs door de afwezigheid van heel wat internationals Kabasele op in de A-kern. Hij mocht meespelen in een oefenwedstrijd tegen tweedeklasser FC Dender. Kabasele scoorde een hattrick en werd door Jacobs ook opgenomen in de selectie voor de competitiewedstrijd van 10 september 2010 tegen Sint-Truiden VV. In die wedstrijd maakte de toen 16-jarige Kabasele zijn debuut op het hoogste niveau. Hij mocht met nog enkele minuten op de klok invallen voor Mbark Boussoufa.
In januari 2011 raakte bekend dat Kabasele kon rekenen op de interesse van verscheidene Europese topclubs. Onder meer PSV, FC Barcelona, Manchester United en AS Monaco kwamen de jonge aanvaller scouten.
Op 21 augustus 2011 scoorde Kabasele zijn eerste officiële doelpunt voor paars-wit. De jonge aanvaller viel in de competitiewedstrijd tegen RAEC Mons in voor Jonathan Legear en scoorde iets later zijn eerste goal. In diezelfde wedstrijd was hij ook nog goed voor een assist. Trainer Jacobs noemde hem achteraf een gouden wissel.

### Westerlo
In januari 2012 werd Kabasele aan KVC Westerlo uitgeleend. De club bengelde onderaan het klassement en zat door heel wat blessures met een spitsenprobleem. De jonge aanvaller maakte echter weinig indruk in 't Kuipje en de club was hem in maart al liever kwijt dan rijk.

### Torino
Precies een jaar na zijn laatste uitleenbeurt, verhuurde paars-wit hem aan Torino. De Italiaanse club kreeg ook een optie tot koop. Hij kwam er totaal niet aan spelen toe.

### De Graafschap
In het seizoen 2013/14 werd Kabasele opnieuw verhuurd, dit keer aan De Graafschap. Hij speelde in totaal 33 competitiewedstrijden voor de blauw-witte zebra's, waarin hij acht keer het net wist te vinden. Het seizoen erop keerde hij terug naar RSC Anderlecht. Hij kon zich echter niet doorzetten en speelde slechts 12 competitiewedstrijden. In de zomer van 2015 werd hij daarom opnieuw voor een jaartje uitgeleend aan De Graafschap, dat net de promotie naar de Eredivisie had afgedwongen.

## Statistieken
| Seizoen | Club                       | Land               | Competitie         | Competitie | Competitie | Beker | Beker | Europees | Europees | Totaal | Totaal |
| Seizoen | Club                       | Land               | Competitie         | Wed.       | Dlp.       | Wed.  | Dlp.  | Wed.     | Dlp.     | Wed.   | Dlp.   |
| ------- | -------------------------- | ------------------ | ------------------ | ---------- | ---------- | ----- | ----- | -------- | -------- | ------ | ------ |
| 2010/11 | RSC Anderlecht             | Vlag van België    | Jupiler Pro League | 3          | 0          | 0     | 0     | 0        | 0        | 3      | 0      |
| 2011/12 | RSC Anderlecht             | Vlag van België    | Jupiler Pro League | 3          | 1          | 2     | 0     | 1        | 0        | 6      | 1      |
| 2011/12 | → KVC Westerlo (huur)      | Vlag van België    | Jupiler Pro League | 5          | 0          | 0     | 0     | —        | —        | 5      | 0      |
| 2012/13 | RSC Anderlecht             | Vlag van België    | Jupiler Pro League | 0          | 0          | 0     | 0     | 0        | 0        | 0      | 0      |
| 2012/13 | → Torino (huur)            | Vlag van Italië    | Serie A            | 0          | 0          | 0     | 0     | —        | —        | 0      | 0      |
| 2013/14 | → De Graafschap (huur)     | Vlag van Nederland | Jupiler League     | 33         | 8          | 1     | 0     | —        | —        | 34     | 8      |
| 2014/15 | RSC Anderlecht             | Vlag van België    | Jupiler Pro League | 12         | 1          | 3     | 4     | 2        | 0        | 17     | 5      |
| 2015/16 | → De Graafschap (huur)     | Vlag van Nederland | Eredivisie         | 24         | 3          | 0     | 0     | —        | —        | 24     | 3      |
| 2016/17 | RSC Anderlecht             | Vlag van België    | Jupiler Pro League | 1          | 0          | 1     | 0     | 1        | 0        | 3      | 0      |
| 2016/17 | → Excel Moeskroen (huur)   | Vlag van België    | Jupiler Pro League | 15         | 3          | 0     | 0     | —        | —        | 15     | 3      |
| 2017/18 | Gazişehir                  | Vlag van Turkije   | 1. Lig             | 12         | 2          | 2     | 0     | —        | —        | 14     | 2      |
| 2017/18 | → Union Sint-Gillis (huur) | Vlag van België    | Eerste klasse B    | 10         | 1          | 0     | 0     | —        | —        | 10     | 1      |
| 2018/19 | FC Voluntari               | Vlag van Roemenië  | Liga 1             | 0          | 0          | 0     | 0     | —        | —        | 0      | 0      |
| TOTAAL  | TOTAAL                     | TOTAAL             | TOTAAL             | 118        | 19         | 9     | 4     | 4        | 0        | 131    | 23     |

Bijgewerkt op 25 september 2018.